# Parco regionale Marturanum

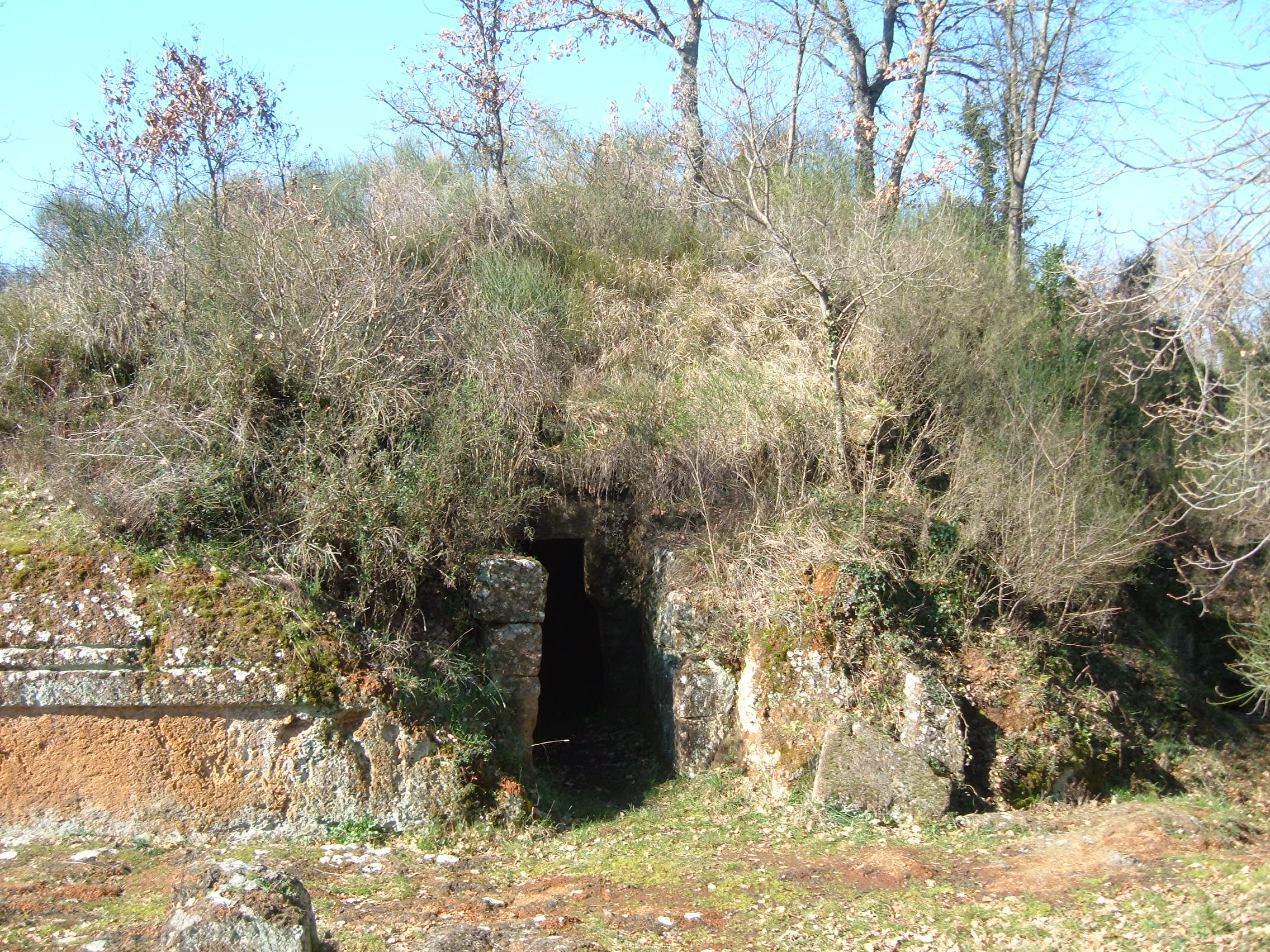
Tomba etrusca detta Cima (seconda metà del VII secolo a.C.)

Il parco regionale Marturanum è un'area naturale protetta situata nel Lazio settentrionale, istituita con la Legge Regionale n.41 del 17 luglio 1984.
Occupa una superficie di 1.240 ha ricadente nel territorio del comune di Barbarano Romano nella provincia di Viterbo.

## Territorio
Il territorio è stato modellato dall'attività vulcanica Vicana, le quali colate ignimbritiche, circa 155.000 anni fa, hanno depositato il tipico ‘tufo rosso a scorie nere’ sul preesistente Flysch. 
L'area è pertanto caratterizzata da grandi valloni tufacei, ricoperti di fitta vegetazione, ove scorrono due principali corsi d'acqua: il Fiume Biedano e il Fiume Vesca. A testimonianza del recente vulcanismo, sono altresì presenti sorgenti termali mineralizzate, abbondanti in ferro.

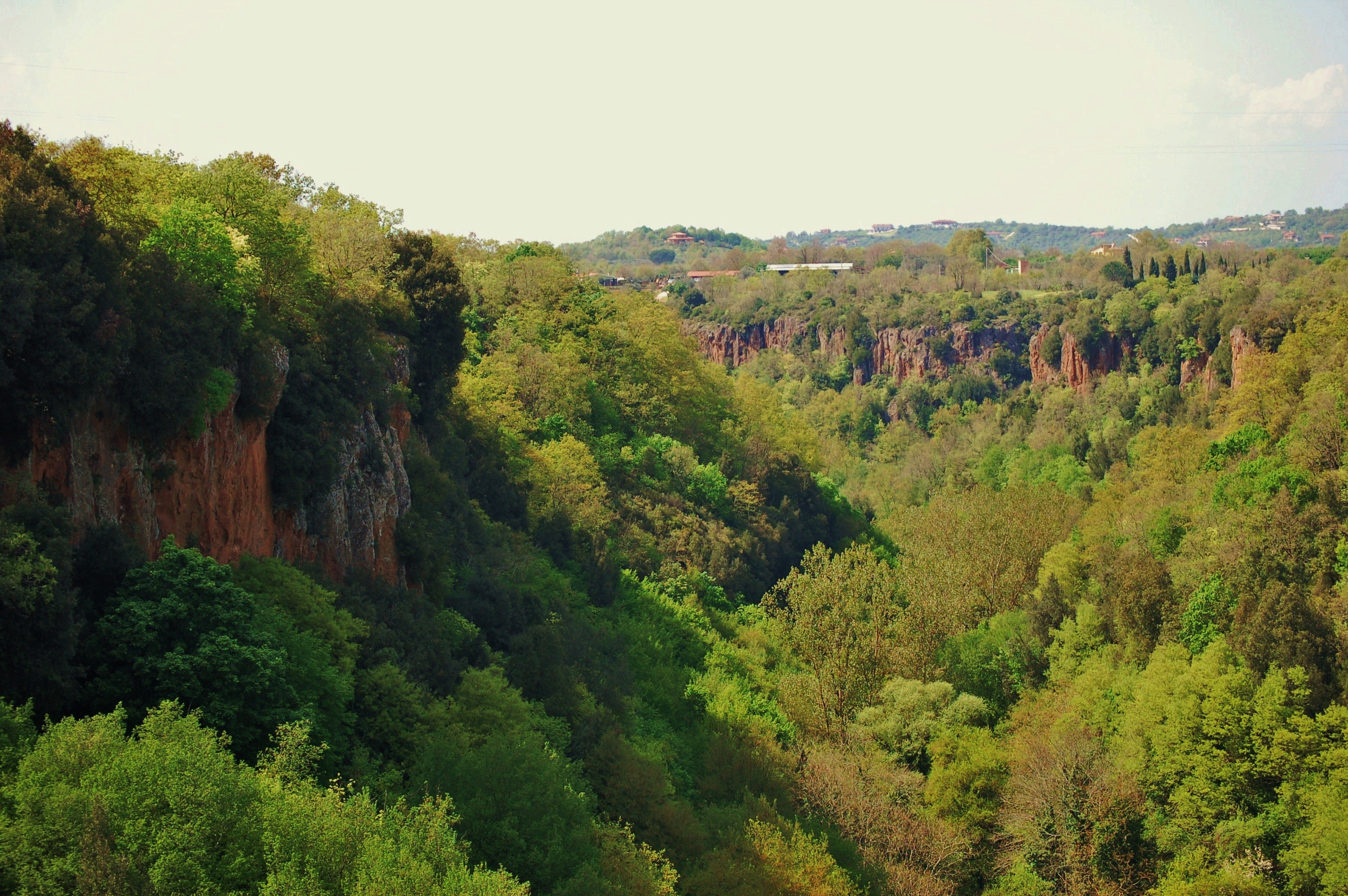
Valloni all'interno del Parco Regionale Marturanum di Barbarano Romano - VT

## Fauna
Nelle forre, lungo il corso dei fiumi, sono presenti numerosi mammiferi, tra i quali la volpe, il cinghiale, il tasso, l'istrice, il gatto selvatico, la puzzola europea, la nutria. La presenza d'acqua e la scarsa frequentazione umana consentono la sopravvivenza di numerosi anfibi, tra i quali la rara salamandrina dagli occhiali.
Tra i volatili si annoverano: l'usignolo di fiume, il luì piccolo, la ghiandaia marina europea, il martin pescatore comune e la cicogna nera. Nel parco nidificano inoltre diverse specie di rapaci notturni e diurni, fra tutti si citano: il lanario, il biancone, il nibbio reale, lo sparviero comune, il gheppio e il falco pellegrino.
Nell'area centro meridionale del parco, caratterizzata da prato pascolo, si incontrano di frequente animali allevati allo stato brado, quali vacche e cavalli di razza maremmana.

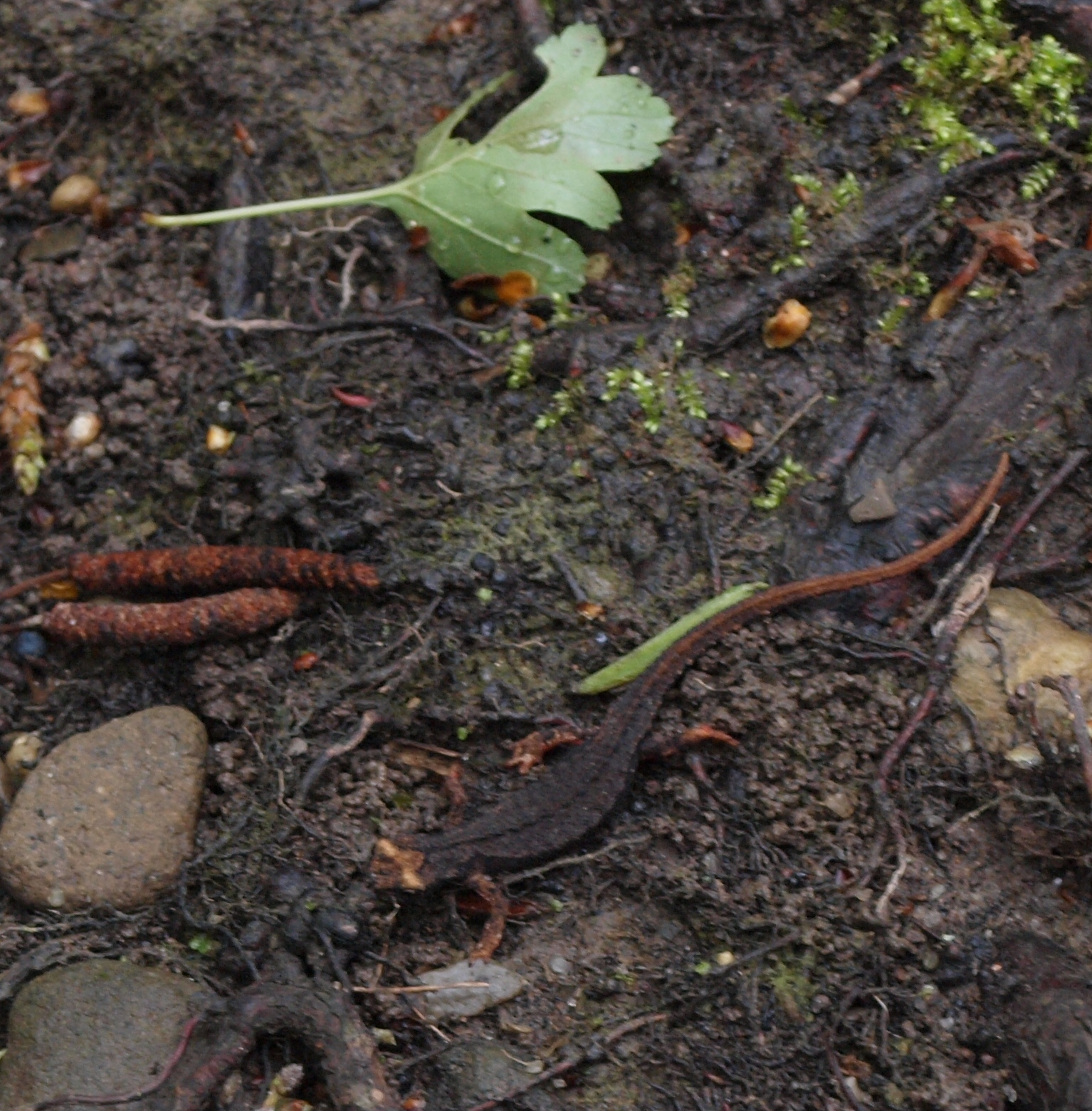
Salamandrina perspicillata Savi, 1821, vista dorsale nel Parco Naturale Marturanum (VT, Lazio, Italia)

## Flora
Il fitto bosco ripariale contraddistingue la base della forra, umida e ombrosa, ove padroneggiano maggiormente l'ontano nero, l'olmo, i pioppi bianchi e neri, diversi tipi di salice, nonché una fitta vegetazione arborea e arbustiva ricca di felci, quali l'equiseto. Traggono vita dai ruscelli alcune specie di elofite, piante parzialmente sommerse, come la canapa d'acqua, il sedano d'acqua, la veronica beccabunga e quella acquatica.

## Risorse storico-archeologiche
Il parco ospita rilevanti testimonianze archeologiche che coprono un arco temporale che va dall'età del Bronzo all'epoca romana. Notevoli i corredi del periodo Villanoviano (prima Età del Ferro, IX secolo a.C. - prima metà VIII sec. a.C.), la fase protostorica del popolo etrusco.
• Età orientalizzante; VIII - VII sec. a.C.
Questa età prende il nome dalla produzione artistica etrusca d'ispirazione orientale (Egitto, Siria, Assiria, Cipro, Regni di Urartu, area fenicio-punica), nel parco ne sono un esempio i tumuli funerari circolari, d'ispirazione ceretana, detti ‘della Cuccumella' , ‘del Caiolo’, ‘del Tesoro’ e ‘Cima’.
• Periodo arcaico; VI – V sec. a. C.
Questo è il periodo di maggior fioritura della civiltà Etrusca, caratterizzato da importanti progressi economici e politici che consentono il diffondersi di maggiore prosperità. A quest'epoca risalgono le tombe a dado e semidado, tra le quali: la Tomba Rosi, la Tomba dei Letti, la Tomba della Regina. Si differenziamo invece, sotto il profilo architettonico, le tombe "a portico" e quelle "a palazzina".
• Età ellenistica; IV - II sec. a.C.;
Dopo una generale crisi dell'Etruria tirrenica, conseguente alle sconfitte navali subite contro i siracusani, si assiste ad una ripresa. Le tensioni sociali tra il ceto servile dei Lautni e quello della classe privilegiata, spinge quest'ultima a ritirarsi nell'entroterra. Ne consegue nuova linfa in favore degli abitanti più umili, testimoniata dalla ricchezza di alcuni corredi funerari appartenenti a folti gruppi familiari, tra tutti spiccano quello della Tomba del Cervo, caratterizzata dalla grande camera a semi-dado, e delle tombe Thanzinas, destinate ad ospitare decine di sarcofagi appartenenti alla stessa famiglia.
• La conquista romana e il medioevo
Con la conquista di Veio avvenuta ad opera dei Romani nel 396 a.C., ha inizio l'inesorabile declino della civiltà etrusca. In cerca di rifugio gli abitanti di questi luoghi si arroccano sull'altura di San Giuliano, ove si possono osservare alte mura difensive in tufo. I Romani dopo la conquista provvedeno all'ampliamento e alla modernizzazione dei sentieri etruschi, in particolare nel parco si trovano i resti della Via Clodia, indispensabile via di collegamento tra Roma e l'Etruria.
Il pianoro di San Giuliano seguita ad essere abitato in epoca medievale, sino all'XI secolo d.C., quando il sito viene abbandonato in favore dell'odierna Barbarano.

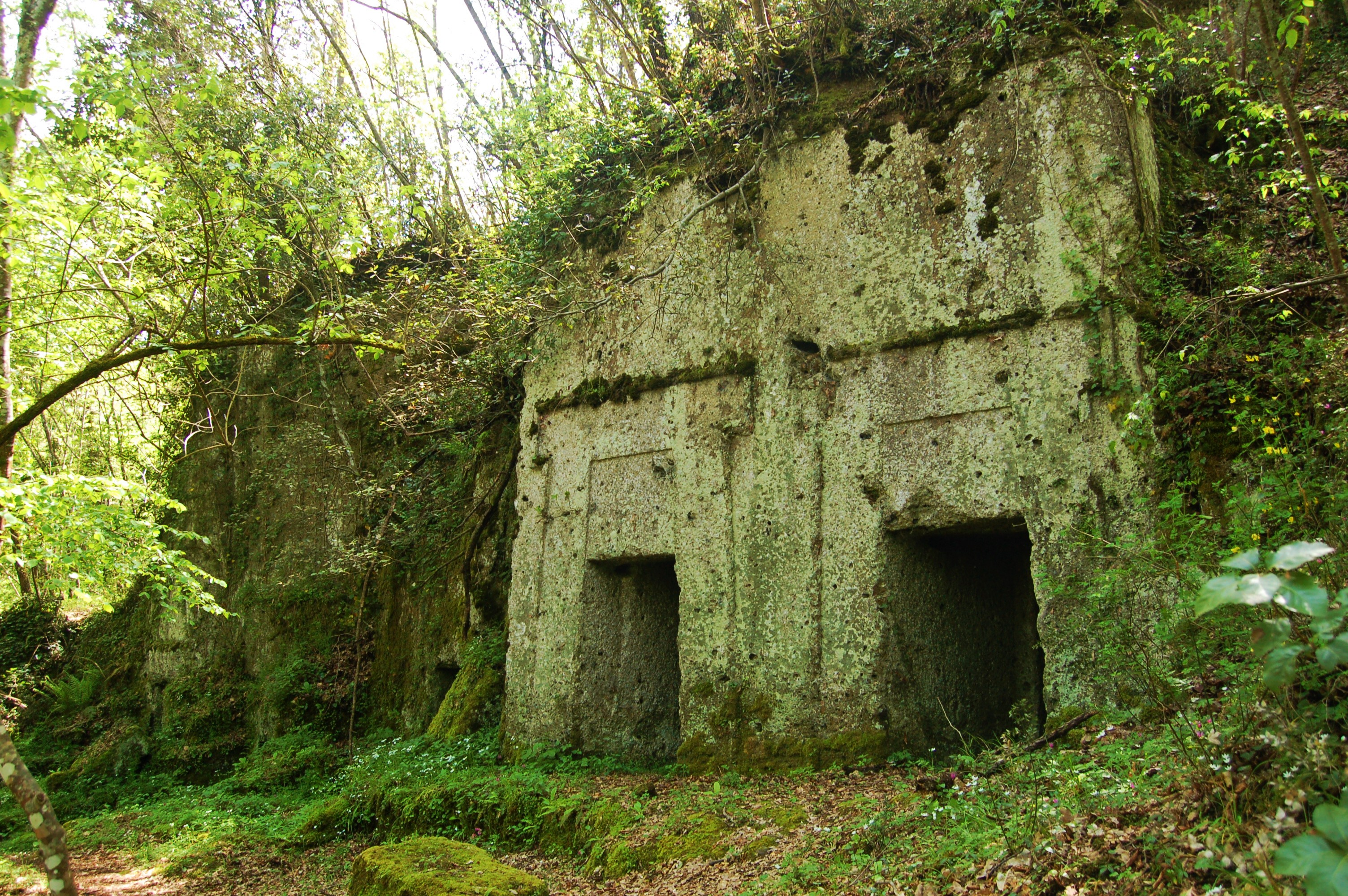
Tombe etrusche presso il Parco Marturanum a Barbarano Romano - VT - Italia

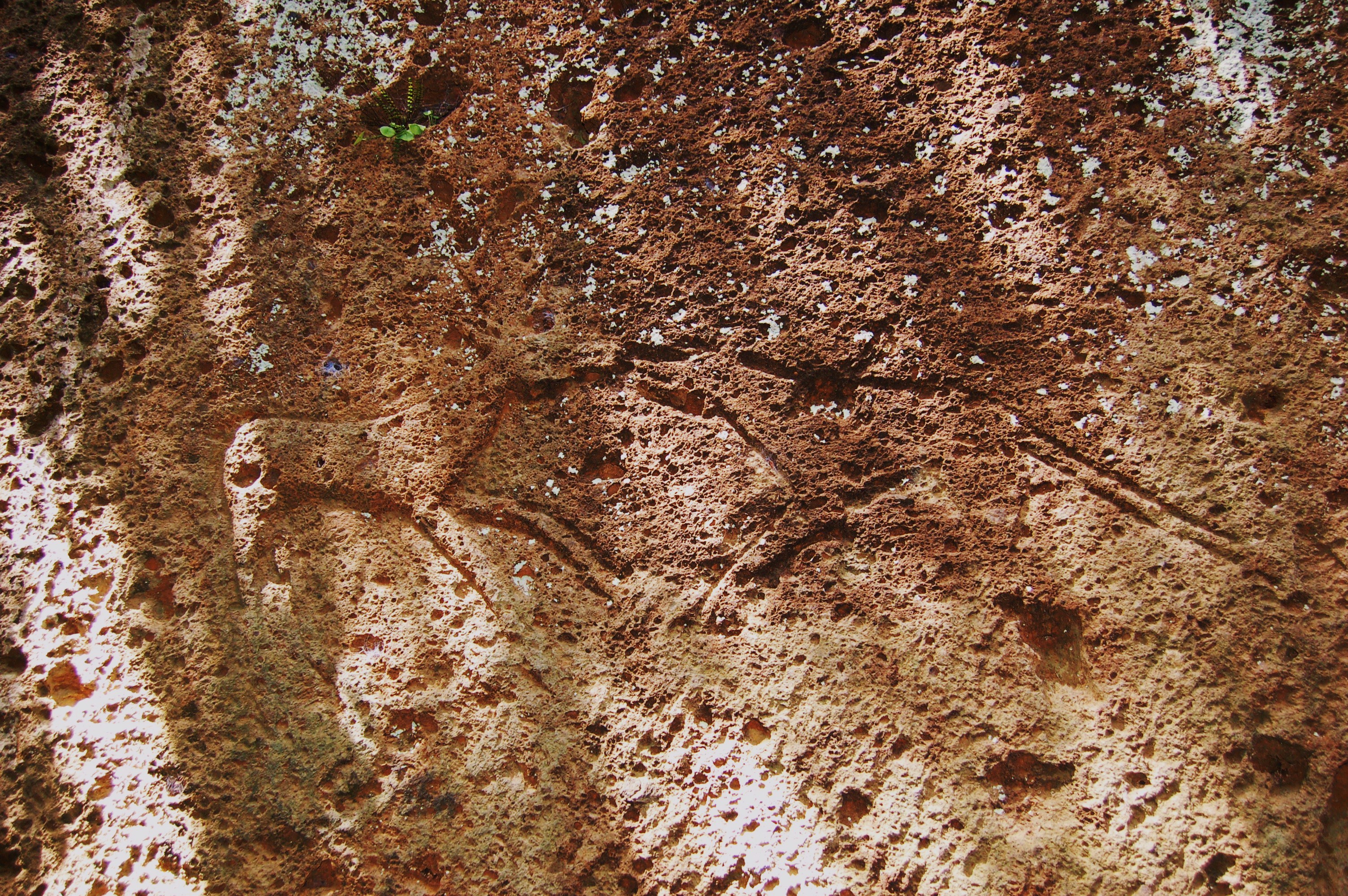
Emblema del Parco Regionale Marturanum, incisione etrusca su tufo

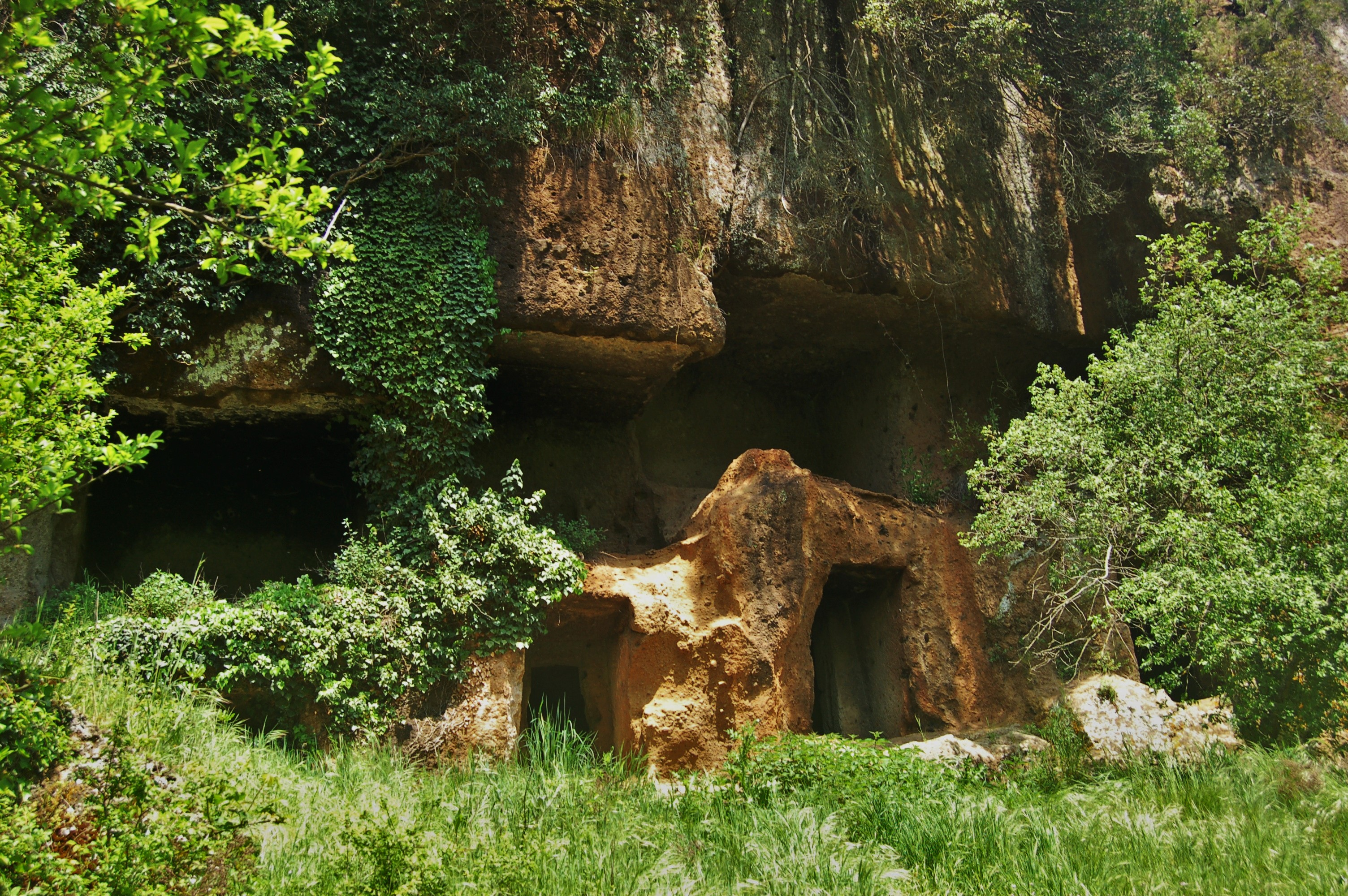
Tombe a portico (VI-V sec. a.C.) presso il Parco Regionale Marturanum - Barbarano Romano - VT

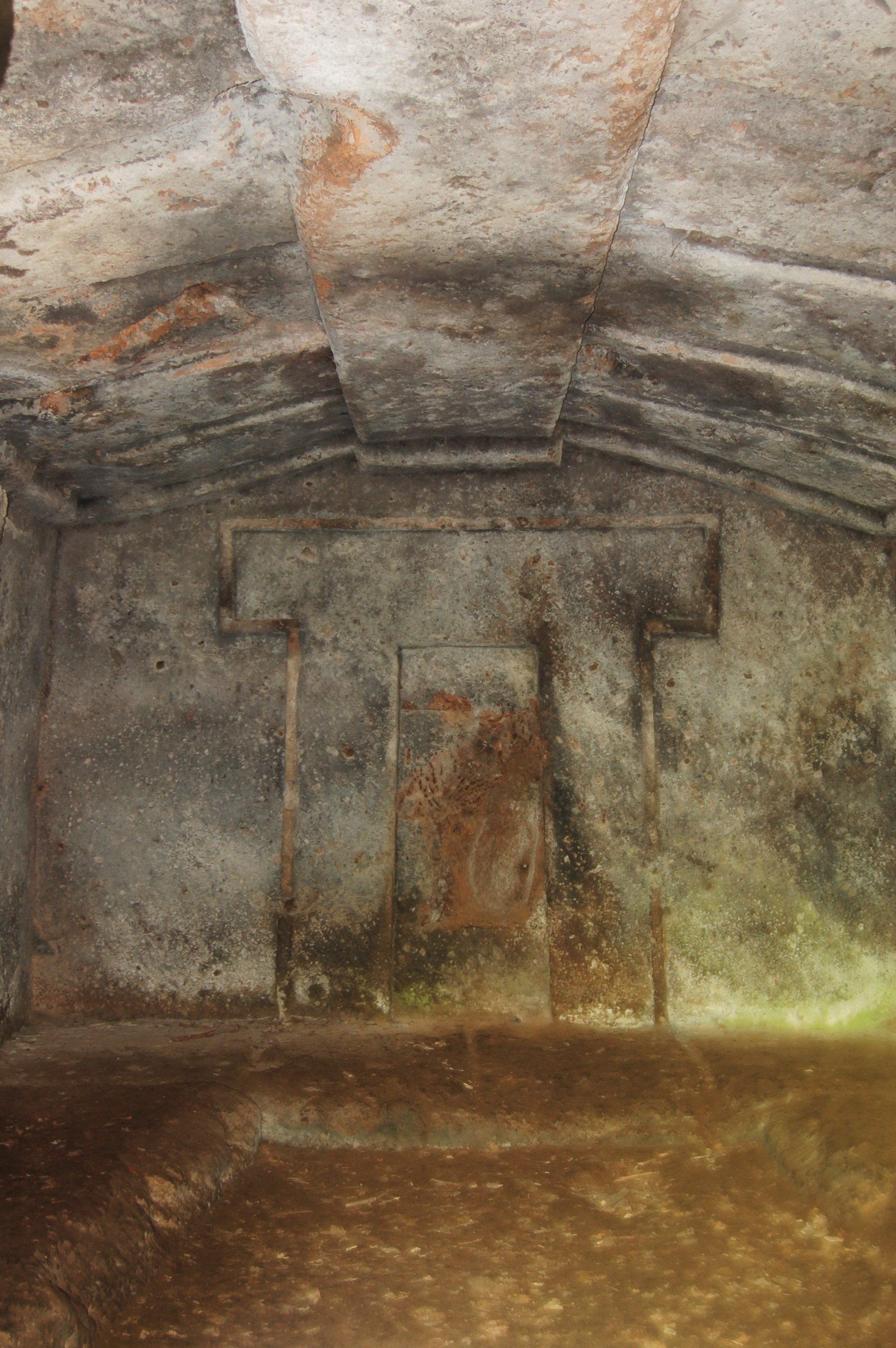
Interno di una tomba etrusca presso il Parco Marturanum

## Strutture del parco
Oltre alle strutture operative (Uffici, Centro Visite e museo naturalistico, in Viale IV Novembre), l'area protetta dispone nel borgo medievale di un Ostello e di una Foresteria.

## Sentieri
È possibile visitare il territorio del Parco regionale Marturanum camminando su una rete di sentieri tracciati dalla sezione CAI di Viterbo.
- Dal centro storico di Barbarano Romano seguendo il sentiero CAI 103B si giunge all'area archeologica della necropoli rupestre di San Giuliano.
- Dall'area archeologica di San Giuliano seguendo il percorso del torrente Biedano attraverso le "leghe della mola" è possibile giungere alla necropoli di Blera: sentieri CAI 138A e 105.
- Sempre partendo dal centro storico è possibile percorrere tratti della Via Clodia facendo il periplo dell'area SO salendo a monte Regolano e monte Mandrione tramite i sentieri CAI 103A, 138B e 105.